# Stade de Kindia
Le stade de Kindia est un stade omnisport situé dans le quartier de même nom, dans la commune Nyakasanza dans la ville de Bunia, chef-lieu de l’Ituri. Avec une capacité d’accueil de dix mille places, Il est souvent utilisé pour des tournois de football inter-quartier.

## Histoire
- mai 2017 : lancement des travaux de construction par l'entreprise Syno-Hydro, avec  avec l’Agence Congolaise de Grands Travaux (ACGT) comme maître d’ouvrage[2].
- le 4 avril 2022 : la remise officielle de l'ouvrage par l'ACGT au gouverneur militaire de la province[1].

## Événements
- Le 13 avril 2025 : un concert de Saimon Cornel, un artiste originaire de Bunia, qui a réussi à faire salle comble avec plus 30 000 spectateurs[3].